# Prometheus
För andra betydelser, se Prometheus (olika betydelser).

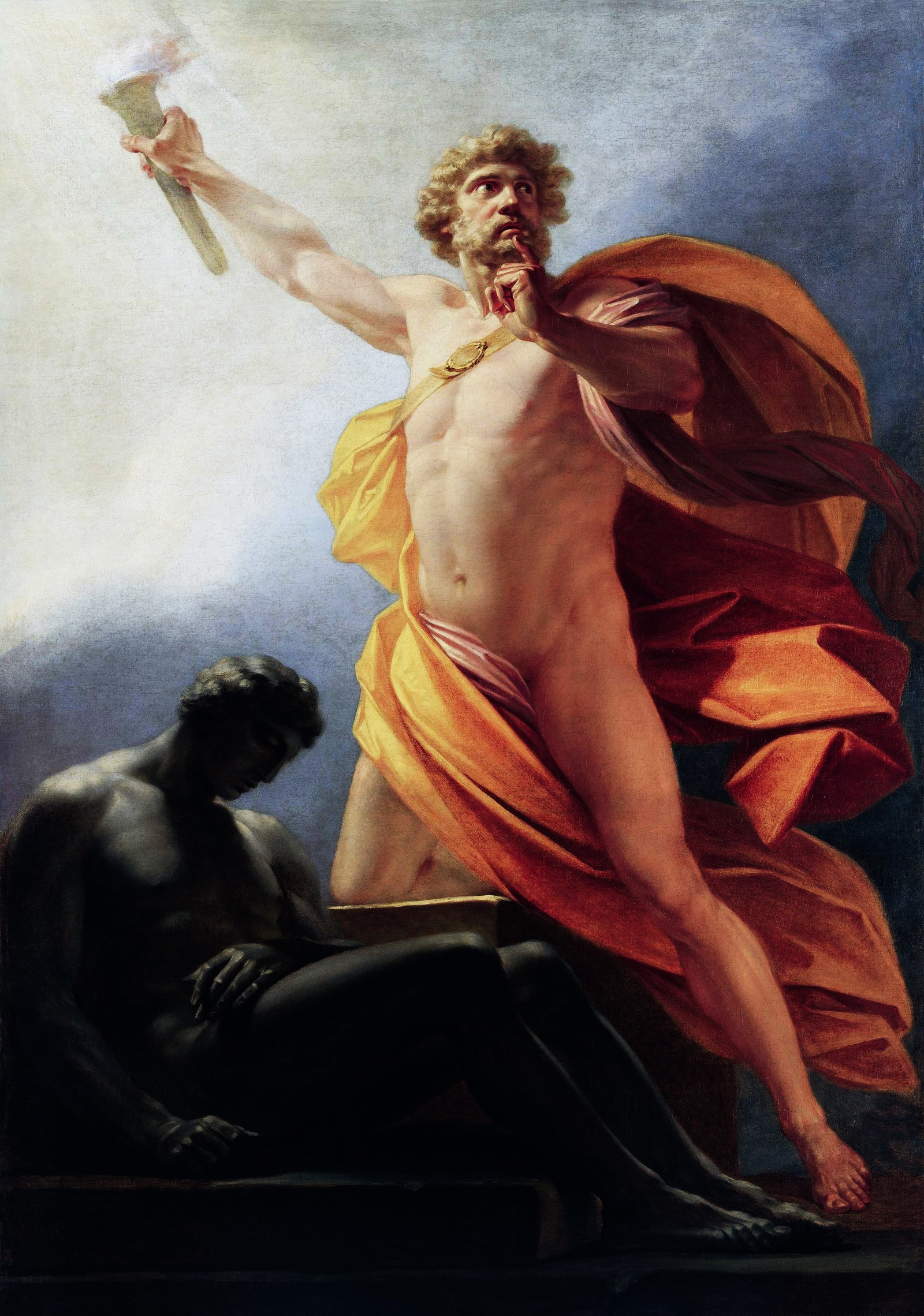
Prometheus bringar elden till människorna.

Prometheus [prʊˈmeːtʰɛvs] var i grekisk mytologi en titan och son till Iapetos och dennes hustru Klymene. Han är huvudfigur i den grekiska myten om hur han tillskansade sig elden från gudarna och gav den till människorna. En av Prometheus bröder var Atlas.

## Beskrivning
Prometheus beskrivs som intelligent och till och med slug. Från första början stod han i opposition till de högsta gudarna med Zeus i spetsen. 
Brodern Epimetheus var ansvarig för att ge positiva egenskaper åt varje djur vid livets uppkomst på jorden. När det blev människans tur fanns det inget kvar att ge henne. Prometheus beslöt därför att stjäla elden från Hefaistos och konstskickligheten från Athena, och sedan ge dessa färdigheter till människorna.
För detta tilltag blev han bestraffad genom att bindas vid en klippa (på berget Kazbek i Georgien). Där hackade en örn, alternativt gam, ständigt ut hans lever, vilken dock lika ständigt växte ut igen.
Enligt myten om Herakles, då denne skulle hämta de gyllene äpplena, sköt han med sin pil ned örnen/gamen och befriade Prometheus från hans fjättrar. 
Zeus förbud mot mänsklighetens nytta av eldens upptäckt kallades av grekerna för den oligarkiska principen.
Grekerna brukade räkna Prometheus förbrytelse som ursprunget till all konst och all vetenskap.

## Prometheus i litteraturen
Prometheusmyten har behandlats av Aischylos, Adalbert Kuhn, Goethe, Herder, Mary Shelley, Percy Bysshe Shelley, Lord Byron, Thomas Mann och Viktor Rydberg.

## Familj
Prometheus namn betyder "den som tänker före". Han var bror till Epimetheus, "den som tänker efteråt" (det vill säga, den omdömeslöse). En annan bror var Atlas, "den uthållige" eller "bäraren", en tredje bror Menoitios. Prometheus var far till Deukalion.